# Le Boulou
Le Boulou (katalanisch el Voló) ist eine französische Gemeinde mit 5.396 Einwohnern (Stand 1. Januar 2022) im Département Pyrénées-Orientales der Region Okzitanien. Sie liegt südlich von Perpignan am Fluss Tech in den nördlichen Pyrenäen.

## Geographie

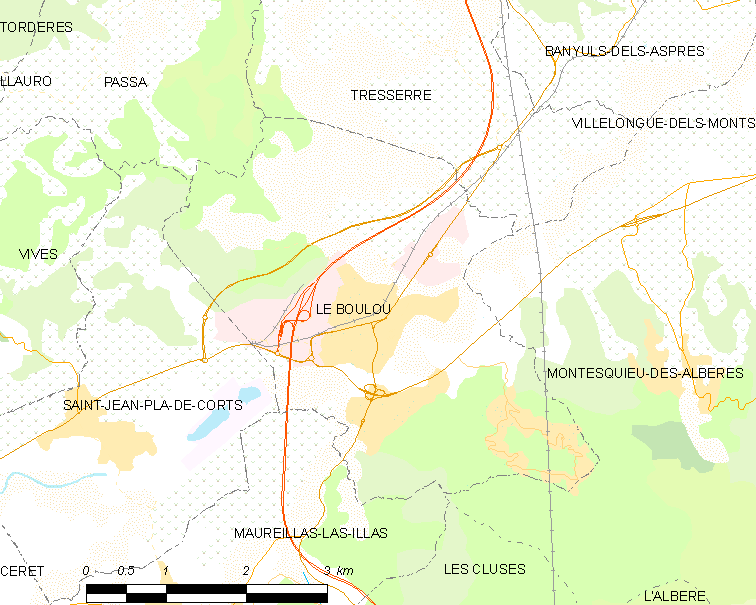
Karte von Le Boulou

## Geschichte
Nach dem Ende des Spanischen Bürgerkriegs befand sich 1939 in Le Boulou ein Internierungslager für vor den Franco-Truppen geflüchtete Frauen, Kinder und Alte. Sie wurden von hier dann über das gesamte französische Landesinnere und für kurze Zeit auch in andere Lager im Hinterland des Roussillon verteilt. Eine bekannte Internierte im Lager Le Boulou war Erica Wallach.
Seit 2019 erinnert ein in der Zusammenarbeit mit der Gemeinde eingerichteter Gedenkpfad an das ehemalige Lager und das Schicksal der dort internierten Flüchtlinge.

## Sehenswürdigkeiten
Eine Sehenswürdigkeit ist die Kirche Sainte Marie aus dem 11. Jahrhundert mit ihrem Portal aus weißem Marmor aus dem nahegelegenen Céret. Es wird bekrönt von einem Fries, das von sieben Konsolen getragen wird. Hierbei handelt es sich um Werke des Meisters von Cabestany, eines anonymen Bildhauers des 12. Jahrhunderts. Die Szenen beschreiben von links nach rechts einige Episoden aus der Kindheit Jesu: die Verkündigung an die Hirten, die Geburt, die Darstellung im Tempel, die Anbetung der Könige, die Flucht nach Ägypten und die dortige Zuflucht.

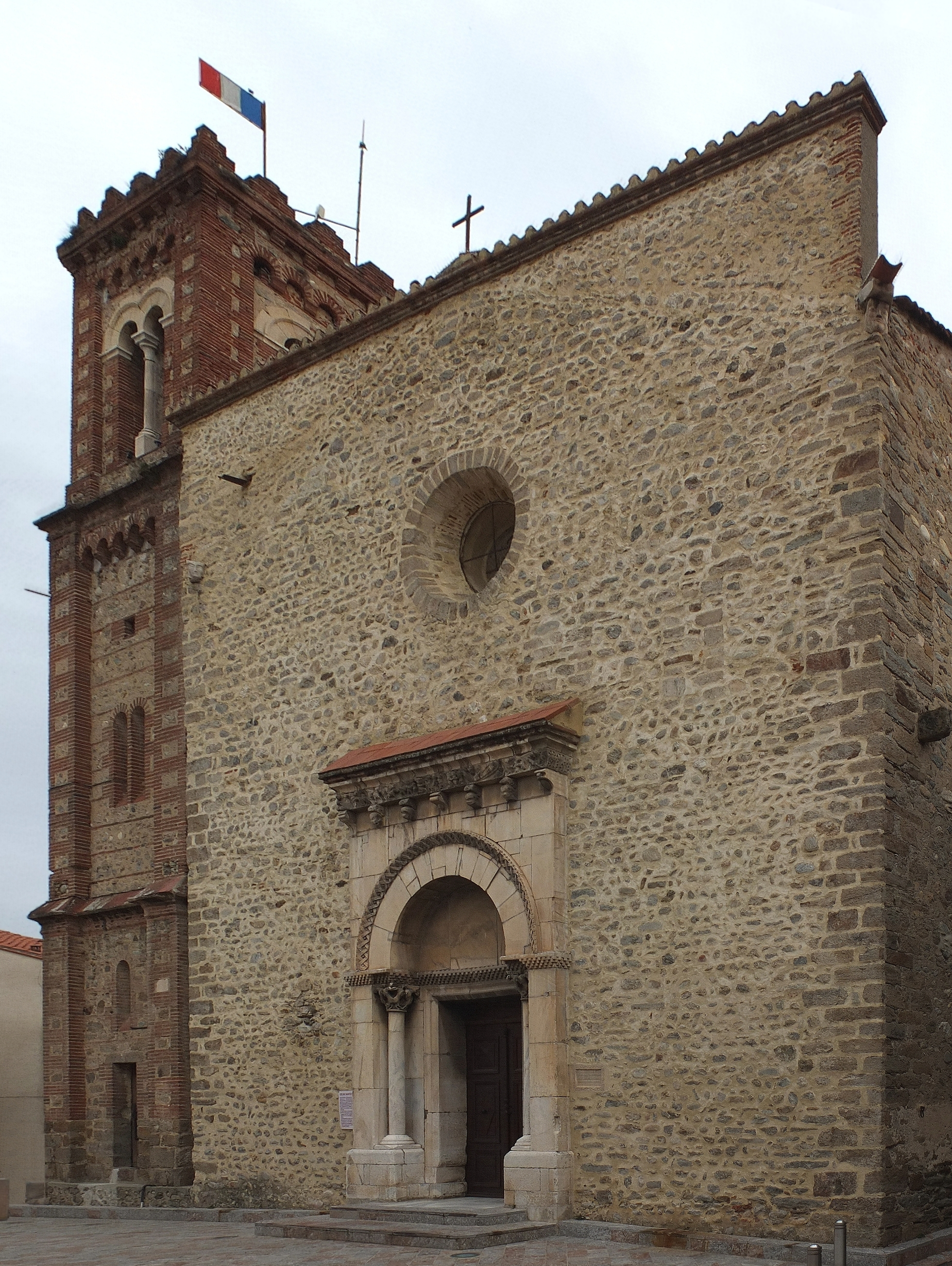
Pfarrkirche Sainte Marie
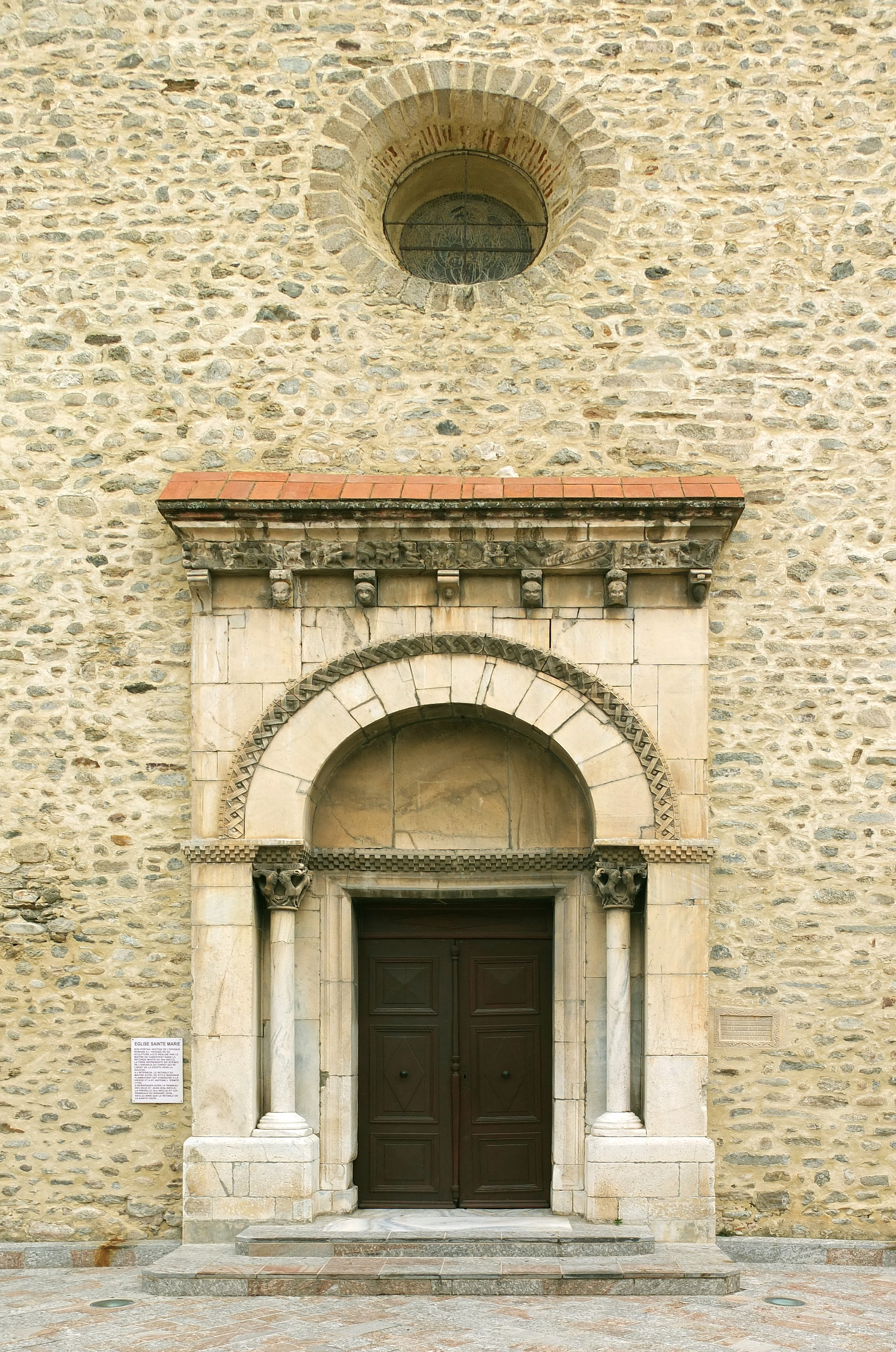
Portal der Kirche Sainte Marie

## Verkehr
In Le Boulou befindet sich ein bedeutendes Eisenbahnterminal für den Kombinierten Verkehr (). Es liegt günstig an der Autoroute A9 aus Spanien gelegen. Das Terminal Le Boulou ist über regelmäßige Zugverbindungen mit Bettemburg (Luxembourg) und Dover (England) verbunden. Die LKWs werden auf Modalohr-Wagen umgeladen.